# Kreisgericht Neustadt in Westpreußen
Das Kreisgericht Neustadt in Westpreußen war ein preußisches Kreisgericht in der damaligen Provinz Preußen mit Sitz in der Stadt Neustadt in Westpreußen.

## Geschichte
In Neustadt in Westpreußen bestand bis 1849 das Land- und Stadtgericht Neustadt in Westpreußen. 1849 wurden in Preußen einheitlich Kreisgerichte geschaffen. Hierbei wurde die Patrimonialgerichtsbarkeit abgeschafft und die Patrimonialgerichte wurden aufgehoben. Es entstand das Königliche Kreisgericht Neustadt in Westpreußen im Sprengel des Appellationsgerichts Marienwerder. Es war für den Kreis Neustadt in Westpreußen zuständig.
Für Schwurgerichtssachen war das Stadt- und Kreisgericht Danzig zuständig. Am Gericht waren 1870 ein Direktor und sechs Kreisrichter eingesetzt. 1870 betrug die Zahl der Gerichtseingesessenen 60.280. Eine Gerichtskommission  bestand in Putzig. Gerichtstage wurde in Hela und Zoppot gehalten.
Im Rahmen der Reichsjustizgesetze wurde das Gerichtswesen in Deutschland 1879 vereinheitlicht. Damit wurde das Kreisgericht Neustadt in Westpreußen aufgehoben und das königlich preußische Amtsgericht Neustadt (Westpr) mit Wirkung zum 1. Oktober 1879 als eines von neun Amtsgerichten im Bezirk des Landgerichtes Danzig als Nachfolger gebildet. Auch die Gerichtskommission wurde in ein Amtsgericht umgewandelt (Amtsgericht Putzig).